# Leptodontium paradoxum
Leptodontium paradoxum là một loài rêu trong họ Pottiaceae. Loài này được I.G. Stone & G.A.M. Scott mô tả khoa học đầu tiên năm 1981.